# Кент (кралство)
Вижте пояснителната страница за други значения на Кент.
Кралството на ютите (на староанглийски: Cantaware Rīce; на латински: Regnum Cantuariorum) или Kралство Кент (на староуелски: Ceint), е ранносредновековна монархия на територията на днешна Югоизточна Англия Англия. Просъществува около пет века преди да е включено в Кралство Англия през X век.
Още при римско-британската администрация, районът е подложен на набези от морски пирати и през IV век в него са поканени германски федерати, главно юти. След римското оттегляне от Британия кралството на ютите е под върховенството на Франкия, но крепне и расте за сметка на съседни племенни общини отвъд Ламанша. 
Най-значим кентски крал е Етелберт, бретвалда и покръстител през VI век. Християнството е разпространено от Августин Кентърбърийски с неговата мисия през 597. Постепенно силата на Кент отслабва и то става подчинено кралство първо на Мерсия през VIII век, а по-късно и на Уесекс, като през X век вече е графство Кент на Английското кралство.
Исторически източник за Кентуеър е Англосаксонска хроника и Църковна история на английските народи, а също така археологически находки и топонимични данни.

## История

### Възникване
В Британия на територията на днешен Кент възниква средище на река Медуей, наречено Кантиака („земя на ръба“). През този период районът е подложен на атаки от франки, сакси, пикти и скоти. Това обуславя строителството на Саксонски бряг – серия гранични фортове по брега на Кент – Регулбиум, Рутупие, Дубрис и Портус Леманис. В тях са разположени федерати от северна Галия, като им е заплатено със земи.
През 407 римските легиони се оттеглят от Британия, след като император Хонорий обявява с писмо пред британските си поданици, че вече не могат да разчитат на защитата на имперската армия. Според Англосаксонска хроника това отключва масово преселение и поставя Кент на маршрута на римските бежанци от острова. Според археолозите събитието води до радикална политическа и социална трансформация на Кент . В района се наблюдава известно запазване на римските порядки, което се проявява и в запазването на названието му, но населението е постепенно асимилирано от новодошлия военен елит.
Според Беда кралят на бритите Вортигерн кани германските вождове Хенгист и Хорса за да му окажат помощ срещу войнствените пикти на север. Германите пристигат през 449 и отблъскват пиктите. Без никакво намерение да напускат, германските пришълци търсят по-голяма плячка, стават агресивни към бритите и канят подкрепления от родствените им юти. Германският военен елит побеждава Вортигерн през 455 при Егелестреп (днес Ейлсфорд, недалеч от Мейдстоун), но Хорса загива. Хенгист става крал и е наследен от сина си Еск. През 456 бригите са отблъснати за втори път при днешен Крейфорд и отстъпват в Лунденвик. Ютите се настаняват на обработваема земя и се занимават с животновъдство, риболов и търговия. Според археологическите данни 85% от англо-саксонските гробища, а може би и селища са разположени в близост от 1.2 km от старите римски пътища.

### Експанзия
Налице са археологически данни и от двете страни на Ламанша, сочещи интензивни политически и търговски връзки между владетелите на Кент и Меровингите, чието влияние в континентална Европа расте през VI век. Кентски монети и други културни паметници са открити в Шарант, Нормандия, Рейнланд, Фризия и Тюрингия, но не и южно от Сена и Сома, където находките са главно от саксонски произход от Съсекс. Това се интерпретира като показател за липса на свободен пазар в период, а по-скоро за търговия между сродни племенни групи. Южно от Кентуеър се простира обширен горист район, който не позволява експанзия, а и не предизвиква интерес в ютските управници. Земята на запад обаче е плодородна, особено в долината на река Дарент.
Kентуеър е споменат за първи път в официален документ от 597, което прави кралството формално най-старата монархия от англосаксонската Хептархия. Относително мирното съществуване на Кент е смутено от само една запомнена война – с Уесекс през 568. Най-старият записан текст на староанглийски също произхожда от Кент – Законника на Етелберт. Начинът на управление в този период изисква от англо-саксонските крале да са постоянно на път в събиране и обмен на провизии и стоки с населението. Това позволява съцарствие на повече от един монарх и документи от VII и VIII век потвърждават това. Така в късния период на Кентуеър – след експанзията на запад, над кралството властват двама суверени, като западния е подчинен на източния крал.
Много от църковните учреждения в този период често са далеч по-големи и по-многобройно населени в сравнение със стандартните селиша. Освен това манастирите имат достъп до повече ресурси и търговски връзки, като например религиозната общност в Танет, която е притежавала три търговски кораба. Наблюдава се и възраждане на зидарията и монолитното строителство, като примери за това се наблюдават и в най-ранните исторически пластове на манастира Свети Августин в Кентърбъри. Други археологически находки на сметища, работилници и дъскорезници показват интензивна стопанска дейност в района, като има и сведения за пресушаване на блата за целите на животновъдството. В Рочестър и Кентърбъри работят монетни дворове, сечащи скеати, което е индикатор за политическа стабилност.

### Упадък и господство на Мерсия
Според историческия извор Tribal Hidage през VII век в Кентуеър се наблюдава политически и икономически упадък в полза на кралство Нортумбрия и държавата на ютите вече е едва на четвърто място по площ и продукция със землище 15 000 хайда. В кралството настъпват безредици след убийството на обвинените в измяна кралски братовчеди в дворцовата зала на Ийстри. В следващите пет години се сменят трима крале и има данни за външнополитическа намеса от страна на Съсекс. Към края на VII век се наблюдава възход и експанзия на Мерсия. Това засяга и Кент като е загубен Лунденвик, а с това и кентския монопол върху търговията по Темза. Това еродира и старите търговски връзки с континента. Атаките на Мерсия не спират и отслабените юти не успяват да защитят бита, поминъка и църквите си особено в Западен Кент. Според исторически документи Мерсия контролира политически и Източен Кент като арбитрира спорове в Танет и Рекълвър. До края на века Кент е обект на инвазия и от Уесекс, като едва през 694 новият крал Витред съумява да възстанови реда с издаване на нови закони и изплащане на откупи и данък на противника. Смъртта на Витред през 725 отключва нов процес на политическа фрагментация и се наблюдава съцарствие от двама и дори трима крале. През 764 Офа възстановява мерсийското върховенство над Кент и управлява ютските общини посредством подчинен крал. Когато Офа опитва да упражни лична власт над Кент избухва въстание, при което мерсите са отблъснати при Отфорд и ютите се независими, но само до 785. До смъртта на Офа през 796 Кентуеър е управляван от подчинен крал, но след това мерсийското върховенство е заместено от Уесекс.
През VII и IX век в Кент и Мерсия се наблюдава интензивно военно строителство във връзка със заплахата от викингите и бритите. Издигнати са защитните валове Водан на изток и Офа на запад, както и възстановяването на моста над Медуей. Богатството на кентските манастири е притегателна сила за викингските набези, които зачестяват през този период. Завалдяването на източна Англия от викингите довежда Кент до стопански и политически колапс. Едва Алфред Велики успява да ограничи викингската заплаха, което съвпада и с окончателното инкорпориране на Кент в новото английско кралство.

## Крале на Източен и Западен Кент
| Източен Кент (Кентърбъри)                                | Западен Кент (Рочестър)             |
| -------------------------------------------------------- | ----------------------------------- |
| Хенгест, 455 – 488 и Хорса, († 455)                      |                                     |
| Еск, 488 – 512                                           |                                     |
| Ота, 512 – 522/539                                       |                                     |
| Ерменрик, 512/522/539?–560/585                           |                                     |
| Етелберт, 560 – 616 (бретвалда)                          | Едбалд, 604 – 616/618               |
| Едбалд, 616/618 – 640                                    | Етелвалд, 616/618 – ?               |
| Ерконберт I, 640 – 664                                   | Ерменред, 640 – 664                 |
| Егберт I, 664 – 673                                      | Егберт I, 664 – 673                 |
| Хлотхер, 673/674 – 685                                   | Вулфхер 673 – 674                   |
| Едрик, 685 – 686 (узурпатор)                             | Едрик, 679 – 686                    |
| Мул, 686 – 687 (Уесекс)                                  | Зигхер 686 – 687 (Есекс)            |
| Освин, 688 – 690/691                                     | Свефхерд, 687/688 – 692/694 (Есекс) |
| Витред, 690/691 – 725 (през 692/694 заедно със Свефхерд) | Витред, 692/694 – 725               |
| Етелберт II, Върховен крал 725 – 762                     | Едберт I, 725 – 748                 |
| Елрик, 725 – 725?                                        | Ердвулф, 748? – 762                 |
| Едберт II, 762 – 764                                     | Зигеред, 762 – 764 (Есекс)          |
| Енмунд 764 – 765?                                        | Егберт II, 764 – 778                |
| Хехберт, 765 – ?                                         |                                     |
| Егберт II                                                | Егберт II                           |
| Елмунд, 779/784 − 784/785                                |                                     |
| Офа 785 – 796 (Мерсия)                                   |                                     |
| Едберт III 796 – 798                                     |                                     |
| Кутред, 798 – 807                                        |                                     |
| Кенвулф, 807 – 821 (Мерсия)                              |                                     |
| Балдред, 821 – 825 (Мерсия)                              |                                     |